# Hans Laban

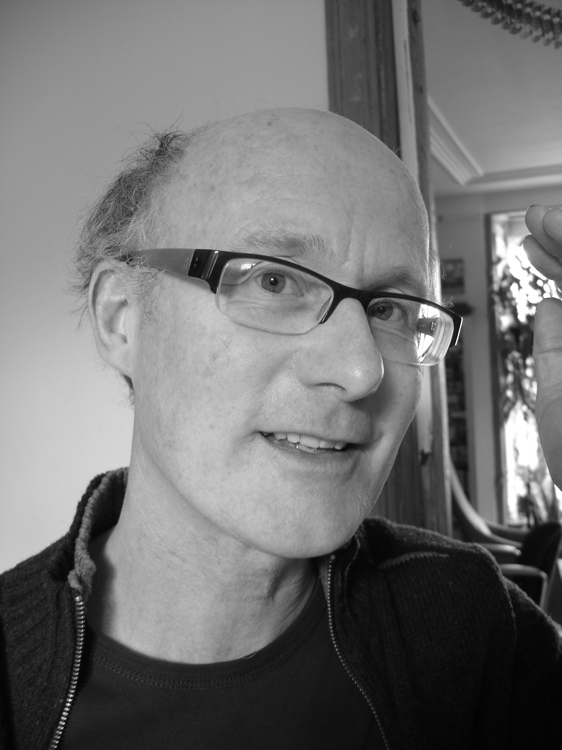
Hans Laban

Hans Laban (Den Haag, 1953) is een Nederlands beeldend kunstenaar.
Hans Laban maakte voor het eerst een ets rond zijn twintigste. Naar eigen zeggen raakte hij meteen gefascineerd door het ‘principe van omkering’. Hij raakte onder de indruk van de mogelijkheden van de grafiek, wat de basis vormde voor zijn studiekeuze en zijn latere kunstwerken.
Na zijn studie monumentale vormgeving aan de Academie voor Beeldende Kunsten in Utrecht, gaat hij in het jaar 1979 naar Polen om zijn studie voort te zetten aan de Akademia Sztuk Pieknich in de hoofdstad Warschau. Daar ontmoet hij Halina Zalewska met wie hij een jaar later in Nederland trouwt. Hij staat aan de geboorte van het Grafisch  Atelier Utrecht. Laban werkt tussen 1984 en 1986 voor de Rijksacademie in Amsterdam en is sinds 1985 parttime docent bij de Akademie voor Kunst en Vormgeving St. Joost Breda-'s-Hertogenbosch. Zijn atelier bevindt zich in Utrecht.
Labans werken zijn te vinden in diverse privécollecties in het binnen- en buitenland, verder in de provincie Utrecht alsook de gemeente en stad Utrecht en in het Centraal Museum. Naast tentoonstellingen in Nederland is zijn werk sinds 1980 te zien in: Duitsland, Polen, Denemarken, Noorwegen, Japan, India, Canada en de Verenigde Staten